# Colonne de Justinien

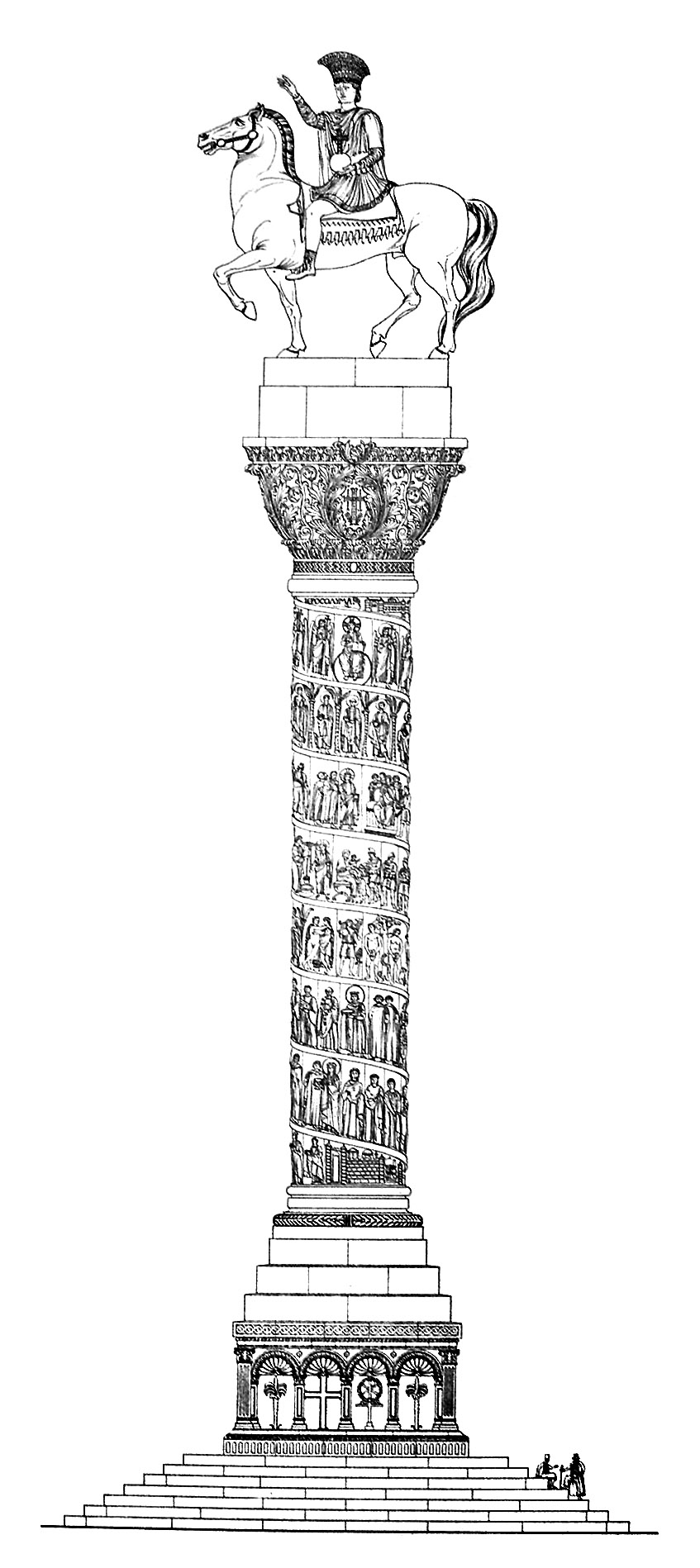
Restitution de la colonne et de sa statue équestre d'après Cornelius Gurlitt, 1912. La présence d'une frise narrative hélicoïdale autour de la colonne, sur le modèle de la colonne Trajane, est erronée.

La colonne de Justinien est une colonne triomphale érigée à Constantinople par l'empereur byzantin Justinien Ier en l'honneur de ses victoires en 543-545. Elle s’élevait sur le côté ouest de la grande place Augustaion, entre l'église Sainte-Sophie et le Grand Palais. Elle a été détruite par les Ottomans au début du XVIe siècle.

## Description
La colonne est faite de brique, recouverte de plaques de bronze, et s’élevant sur un piédestal de marbre à sept marches. À son sommet, elle est coiffée d'une colossale statue équestre en bronze de l'empereur en habit impérial (la « tenue d'Achille » selon l'historien Procope de Césarée), portant une cuirasse musculaire de style antique, un casque à plume de paon (la toupha), une orbe dans sa main gauche et étirant la main droite vers l'Est. Certains éléments inscrits sur la statue laissent à penser qu'elle ait pu être précédemment dédiée à Théodose Ier ou Théodose II,.
La colonne elle-même est décrite comme particulièrement haute : 70 m d'après le voyageur florentin Cristoforo Buondelmonti. Visible depuis la mer, sa restauration, d'après l'historien byzantin Nicéphore Grégoras, après une chute de la toupha nécessite les services d'un acrobate qui utilise une corde tirée depuis le toit de l'église Sainte-Sophie,. Pierre Gilles, lettré français vivant dans la ville dans les années 1540, évoque quant à lui des fragments restants de la statue au palais de Topkapı, avant qu'ils soient fondus pour fabriquer des canons :
« Parmi les fragments, il y avait la jambe de Justinien, qui dépassait ma hauteur, et son nez, qui mesurait plus de 9 pouces. Je n'osais pas mesurer les jambes du cheval […] mais je mesurais intérieurement l'un des sabots, et l'estimais à 9 pouces de hauteur. »
L'apparence de la statue et ses inscriptions est préservée dans un dessin des années 1430 fait pour Cyriaque d'Ancône.

## Historique

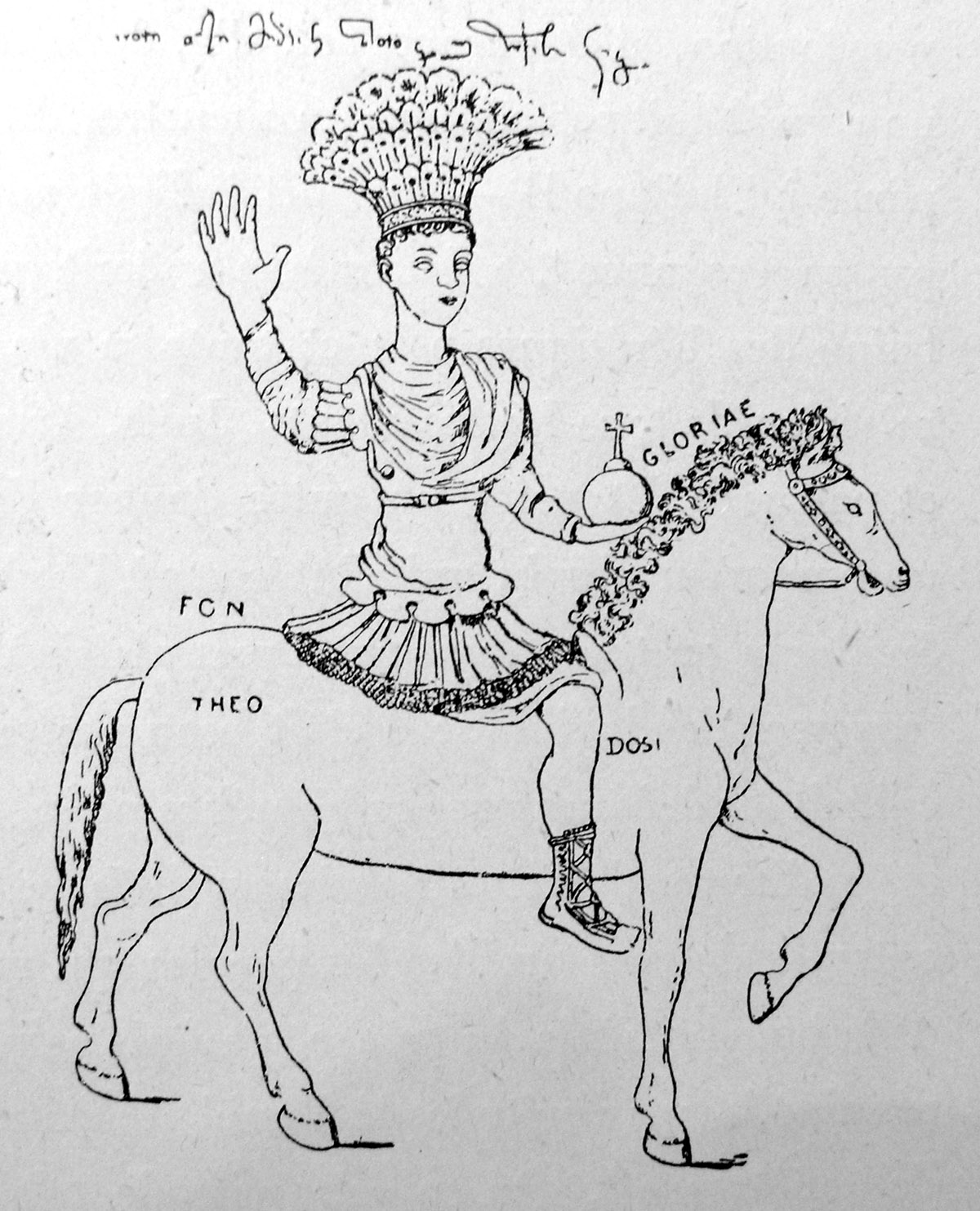
Dessin contemporain de la statue de Justinien (années 1430). L'inscription THEO DOSI montre sa probable réutilisation d'un monument plus ancien.

La colonne est construite en 543-545 à Constantinople sur l'Augustaion en l'honneur des victoires de l'empereur contre les barbares. La colonne est toujours en place au XIVe siècle lorsqu'elle est décrite par l'historien byzantin Nicéphore Grégoras. Plusieurs pèlerins mentionnent aussi l'existence, devant la colonne, d'un groupe de trois statues de bronze représentant « des empereurs païens (ou Sarrasins) », placées sur des colonnes plus petites ou de simples piédestaux, s'agenouillant en signe de soumission. Elles sont toujours présentes à la fin des années 1420, mais sont retirées vers 1433.
Au XVe siècle, la statue, à cause de sa position importante, est attribuée au fondateur de la ville, Constantin Ier. Le marchand italien Cyriaque d'Ancône apprend quant à lui qu'elle représente l'empereur Héraclius. La colonne, et plus particulièrement l'orbe, appelée « pomme » par le peuple, est alors considérée comme étant le genius loci ou « esprit du lieu » de la ville. Par conséquent, la chute de l'orbe entre 1422 et 1427 est interprétée comme un signe de la ruine imminente de la ville. Peu après la prise de la ville en 1453, les Ottomans retirent et démantèlent complètement la statue, comme symbole de leur nouvelle domination, alors que la colonne elle-même est abattue vers 1515.